# Sigorta Shop Spor Kulübü
Il Sigorta Shop Spor Kulübü è una società pallavolistica femminile turca, con sede ad Ankara: milita nel campionato turco di Sultanlar Ligi.

## Storia
Il Mert Grup Sigorta Spor Kulübü viene fondato nel 2020 e iscritto al campionato turco di Voleybol 2. Ligi: conclude l'annata da imbattuto, ottenendo la promozione in Voleybol 1. Ligi. Nell'estate del 2021 viene ammesso in Sultanlar Ligi attraverso uno scambio di titoli con il Kalecik, club inizialmente sponsorizzato e poi acquistato dall'agenzia Sigorta Shop, già proprietaria del Mert Grup Sigorta. Debutta quindi in massima serie nella stagione 2021-22 e al termine dell'annata cambia nuovamente denominazione in Sigorta Shop Spor Kulübü.
Nel 2023, in seguito a un accordo col il distretto di Muratpaşa, si fonde con il club locale precedentemente impegnato in serie cadetta del Muratpaşa, trasferendo la propria sede di gioco ad Adalia e mutando la propria denominazione in Muratpaşa Belediyesi Sigorta Shop Spor Kulübü: la collaborazione cessa però già un anno dopo, così il club fa ritorno ad Ankara, dove viene sponsorizzato dal distretto di Keçiören e torna a chiamarsi Sigorta Shop Spor Kulübü.

## Rosa 2024-2025
| N° | Nome                  | Ruolo | Data di nascita   | Nazionalità sportiva |
| -- | --------------------- | ----- | ----------------- | -------------------- |
| 1  | Elina Rodríguez       | S     | 11 febbraio 1997  | Argentina            |
| 2  | Julia Sangiacomo      | S     | 1º novembre 2001  | Stati Uniti          |
| 3  | Burcu Yönder          | P     | 19 gennaio 1997   | Turchia              |
| 4  | Yaasmeen Bedart-Ghani | O     | 8 gennaio 1996    | Stati Uniti          |
| 5  | Ergül Avcı            | C     | 24 luglio 1987    | Turchia              |
| 6  | Derya Çayırgan        | L     | 9 ottobre 1987    | Turchia              |
| 7  | Micaya White          | S     | 20 settembre 1998 | Stati Uniti          |
| 8  | Iman Ndiaye           | O     | 13 gennaio 2002   | Francia              |
| 9  | Dilara Yeşil          | L     | 6 novembre 1997   | Turchia              |
| 10 | Lila Şengün           | P     | 2 marzo 2002      | Turchia              |
| 19 | Hande Korkut          | C     | 28 ottobre 1990   | Turchia              |
| 22 | Deniz Zengin          | C     | 1º maggio 2004    | Turchia              |
| 99 | Zeynep Güleryüz       | C     | 14 maggio 1999    | Turchia              |

## Denominazioni precedenti
- 2020-2022: Mert Grup Sigorta Spor Kulübü
- 2022-2023: Sigorta Shop Spor Kulübü
- 2023-2024: Muratpaşa Belediyesi Sigorta Shop Spor Kulübü